# Iryna Boerjatsjok
Iryna Boerjatsjok (Oekräïens Ірина Бурячок, Engelse transcriptie Irina Buryachok) (5 juli 1986) is een voormalig professioneel tennisspeelster uit Oekraïne. Boerjatsjok begon met tennis toen zij negen jaar oud was. Haar favoriete ondergrond is gravel. Zij speelt rechtshandig en heeft een tweehandige backhand. Zij was actief in het internationale tennis van 2002 tot in 2014. Ten tijde van 2023 beschouwt de ITF haar als van Italiaanse nationaliteit.

## Loopbaan
In 2012 won Boerjatsjok haar eerste WTA-titel op het toernooi van Bakoe, samen met Russin Valerija Solovjeva. Een jaar later prolongeerde zij daar haar titel, met de Georgische Oksana Kalasjnikova aan haar zijde. Daarnaast bezit zij vier ITF-titels in het enkelspel en dertien in het dubbelspel.
Boerjatsjok had haar grandslamdebuut op het dubbelspel van Roland Garros 2013, samen met de Britse Heather Watson. In maart 2014 bereikte zij haar hoogste ranglijstpositie in het dubbelspel: plaats 66.

## Posities op deWTA-ranglijst
Positie per einde seizoen:
| jaar | rang enkelspel | rang dubbelspel |
| ---- | -------------- | --------------- |
| 2003 | 864            | –               |
| 2004 | 953            | 630             |
| 2005 | 465            | 394             |
| 2006 | 482            | 479             |
| 2007 | 450            | 368             |
| 2008 | 305            | 320             |
| 2009 | 224            | 225             |
| 2010 | 266            | 302             |
| 2011 | 258            | 190             |
| 2012 | 285            | 136             |
| 2013 | 592            | 68              |
| 2014 | –              | 171             |

## Palmares
| Legenda                 |
| ----------------------- |
| Grandslamtoernooi       |
| Olympische Spelen       |
| Year-End Championships  |
| Premier Mandatory       |
| Premier Five / WTA 1000 |
| Premier / WTA 500       |
| International / WTA 250 |
| Challenger / WTA 125    |

### WTA-finaleplaatsen enkelspel
geen

### WTA-finaleplaatsen vrouwendubbelspel
| nr.              | finale     | toernooi     | ondergrond | partner             | tegenstandsters                    | score            |         |
| ---------------- | ---------- | ------------ | ---------- | ------------------- | ---------------------------------- | ---------------- | ------- |
| gewonnen finales |            |              |            |                     |                                    |                  |         |
| 1.               | 2012-07-28 | WTA Bakoe    | hardcourt  | Valerija Solovjeva  | Eva Birnerová Alberta Brianti      | 6-3, 6-2         | details |
| 2.               | 2013-07-27 | WTA Bakoe    | hardcourt  | Oksana Kalasjnikova | Eléni Daniilídou Aleksandra Krunić | 4-6, 7-6, [10-4] | details |
| verloren finales |            |              |            |                     |                                    |                  |         |
| 1.               | 2013-01-05 | WTA Shenzhen | hardcourt  | Valerija Solovjeva  | Chan Hao-ching Chan Yung-jan       | 0-6, 5-7         | details |
| 2.               | 2013-09-27 | WTA Ningbo   | hardcourt  | Oksana Kalasjnikova | Chan Yung-jan Zhang Shuai          | 2-6, 1-6         | details |

### Gewonnen ITF-toernooien enkelspel
| nr. | finale     | toernooi   | dotatie  | ondergrond | tegenstandster in finale | score         |
| --- | ---------- | ---------- | -------- | ---------- | ------------------------ | ------------- |
| 1.  | 2006-04-30 | Cavtat     | $ 10.000 | gravel     | Caroline Maes            | 3-6, 6-4, 6-1 |
| 2.  | 2009-05-02 | Brescia    | $ 10.000 | gravel     | Anna Remondina           | 6-3, 6-3      |
| 3.  | 2009-06-14 | Campobasso | $ 25.000 | gravel     | Nathalie Viérin          | 6-4, 6-4      |
| 4.  | 2011-05-21 | Brescia    | $ 25.000 | gravel     | Giulia Gatto-Monticone   | 6-7, 6-2, 6-2 |

### Gewonnen ITF-toernooien dubbelspel
| nr. | finale     | toernooi       | dotatie  | ondergrond | partner              | tegenstandsters in finale               | score             |
| --- | ---------- | -------------- | -------- | ---------- | -------------------- | --------------------------------------- | ----------------- |
| 01. | 2005-02-20 | Portimão       | $ 10.000 | hardcourt  | Olga Panova          | Anaïs Laurendon Linda Smoleňáková       | 6-4, 6-2          |
| 02. | 2005-04-09 | Ramat Hasjaron | $ 10.000 | hardcourt  | Charlène Vanneste    | Jessie De Vries Pemra Özgen             | 6-1, 6-2          |
| 03. | 2008-09-14 | Innsbruck      | $ 10.000 | gravel     | Oksana Kalasjnikova  | Conny Perrin Nicole Riner               | 3-6, 6-3, [10-7]  |
| 04. | 2009-04-25 | Bari           | $ 25.000 | gravel     | Renata Voráčová      | Johanna Larsson Anna Smith              | 5-7, 6-2, [10-5]  |
| 05. | 2009-05-01 | Brescia        | $ 10.000 | gravel     | Marlot Meddens       | Elena Pioppo Lisa Sabino                | 6-4, 2-6, [14-12] |
| 06. | 2009-07-18 | Boetsja        | $ 25.000 | gravel     | Oksana Teplyakova    | Jevgenija Pasjkova Anastasija Vasyljeva | 6-4, 6-4          |
| 07. | 2009-08-15 | Innsbruck      | $ 10.000 | gravel     | Julia Mayr           | Chloé Babet Valentine Confalonieri      | 6-1, 6-7, [10-8]  |
| 08. | 2010-03-14 | Buchen         | $ 10.000 | tapijt (i) | Amra Sadiković       | Simona Dobrá Tereza Hladíková           | 7-5, 6-3          |
| 09. | 2010-04-23 | Bari           | $ 25.000 | gravel     | Anastasia Pivovarova | Giulia Gatto-Monticone Federica Quercia | 6-7, 6-4, [10-4]  |
| 10. | 2010-06-05 | Sarajevo       | $ 25.000 | gravel     | Irena Pavlovic       | Nicole Clerico Karolina Kosińska        | 6-1, 6-1          |
| 11. | 2011-02-20 | Mallorca       | $ 25.000 | gravel     | Iryna Brémond        | Iveta Gerlová Lucie Kriegsmannová       | 7-5, 6-2          |
| 12. | 2011-09-25 | Tbilisi        | $ 25.000 | gravel     | Réka Luca Jani       | Elena Bogdan Andrea Koch Benvenuto      | 7-6, 6-2          |
| 13. | 2013-01-11 | Quanzhou       | $ 50.000 | hardcourt  | Nadija Kitsjenok     | Liang Chen Sun Shengnan                 | 3-6, 6-3, [12-10] |

## Resultaten grandslamtoernooien
| Legenda | Legenda                          |
| ------- | -------------------------------- |
| g.t.    | geen toernooi gehouden           |
| l.c.    | lagere categorie                 |
| –       | niet deelgenomen                 |
| G       | uitgeschakeld in de groepsfase   |
| 1R      | uitgeschakeld in de eerste ronde |
| 2R      | uitgeschakeld in de tweede ronde |
| 3R      | uitgeschakeld in de derde ronde  |
| 4R      | uitgeschakeld in de vierde ronde |
| KF      | uitgeschakeld in de kwartfinale  |
| HF      | uitgeschakeld in de halve finale |
| F       | de finale verloren               |
| W       | het toernooi gewonnen            |
| w-v     | winst/verlies-balans             |

### Enkelspel
geen deelname

### Vrouwendubbelspel
| toernooi        | 2013 | 2014 |
| --------------- | ---- | ---- |
| Australian Open | –    | 1R   |
| Roland Garros   | 1R   | 1R   |
| Wimbledon       | 1R   | 1R   |
| US Open         | 1R   | –    |